# Drimys acutifolia
Drimys acutifolia är en tvåhjärtbladig växtart som beskrevs av August Adriaan Pulle. Drimys acutifolia ingår i släktet Drimys och familjen Winteraceae. Inga underarter finns listade.